# Yuanjiang (Hunan)
Pour les articles homonymes, voir Yuanjiang.
Yuanjiang (沅江 ; pinyin : Yuánjiāng) est une ville de la province du Hunan en Chine. C'est une ville-district placée sous la juridiction de la ville-préfecture de Yiyang.

## Démographie
La population du district était de 743 037 habitants en 1999.